# مايك مانشيني
مايك مانشيني (بالإنجليزية: Mike Mancini)‏ (8 يونيو 1955 بهامرسميث في المملكة المتحدة - ) هو لاعب كرة قدم أمريكي في مركز الهجوم. لعب مع نادي ليتون أورينت ونيويورك أبولو ‏ وDetroit Express (1981–1983) ‏ وHendon F.C. ‏ وSan Francisco Fog (soccer) ‏.